# El Carmen (departamento)
El Carmen é um departamento da província de Jujuy.